# Porcellionides myrmicidarum
Porcellionides myrmicidarum là một loài chân đều trong họ Porcellionidae. Loài này được Verhoeff miêu tả khoa học năm 1918.